# Tripp till helvetet
Tripp till helvetet (originaltitel: The Trip) är en amerikansk psykedelisk film från 1967 i regi av Roger Corman, med manus skrivet av Jack Nicholson.

## Medverkande i urval
- Peter Fonda – Paul Groves
- Susan Strasberg – Sally Groves
- Bruce Dern – John
- Dennis Hopper – Max
- Salli Sachse – Glenn